# Einsatzmedaille „Ausland“
Die Einsatzmedaille „Ausland“ wurde am 23. Mai 2014 vom hessischen Innenminister als Auszeichnung zur Würdigung von Verdiensten bei Einsätzen des Katastrophenschutzes des Landes Hessen im Ausland gestiftet.

## Verleihungsbestimmungen
Voraussetzungen für die Verleihung sind: Die Entsendung als Helfer ins Ausland durch das Land Hessen und eine Einsatzdauer von drei Tagen.
Der für den Katastrophenschutz zuständige Minister überreicht die Einsatzmedaille im Namen des hessischen Ministerpräsidenten.
Neben der Medaille wird auch eine Verleihungsurkunde – möglichst in feierlichem Rahmen – überreicht, die beide in den Besitz des Geehrten übergehen.

## Gestaltung
Die Medaille ist rund und silberfarben. Auf der Vorderseite befindet sich ein farbiges Wappen Hessens, das von zwölf fünfzackigen Sternen umfasst wird. Auf der Rückseite befindet sich der Schriftzug ALS DANK FÜR IHREN EINSATZ IM AUSLAND. Die Medaille wird von einem rot-weiß-roten Band mit silbernen Kanten getragen.
Die Bandschnalle ist in den Farben des Medaillenbandes gehalten und trägt mittig eine verkleinerte Form der Medaille.